# نیماه
نیماه (انگلیسی: Nemah) یک محدوده ثبت‌نشده است شهرستان پاسیفیک ایالت واشینگتن آمریکا .
پیشینه این محل به زمانی برمی‌گردد که در سال ۱۸۹۴ پستخانه‌ای به نام نیماه در آن تأسیس شد و تا سال ۱۹۲۳ فعال بود. معنی نام نیماه شناخته شده نیست.
این محل شکارگاه محبوبی برای شکار واپیتی بوده است.